# Schatzfunde von Niederbieber

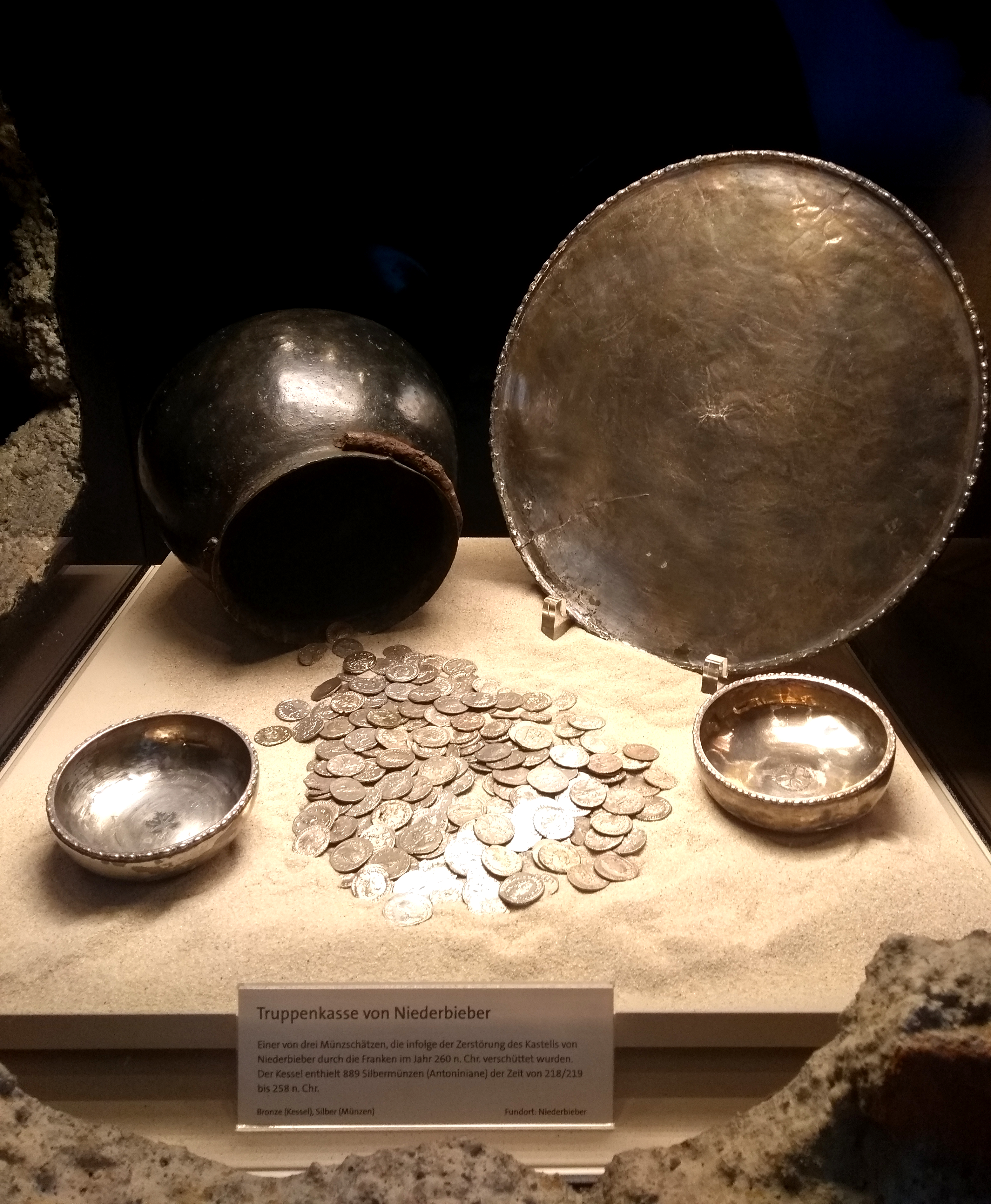
3. Schatzfund: „Truppenkasse“ um 259 n. Chr. im Rheinischen Landesmuseum Bonn

Die Schatzfunde von Niederbieber bezeichnen fünf Münzfunde aus Niederbieber, einem Stadtteil von Neuwied in Rheinland-Pfalz. Alle Funde wurden bei Ausgrabungen im Gebiet des Kastells Niederbieber am Obergermanischen Limes gemacht. Der erste Schatzfund ist von 1900, der letzte von 1989. Vier der fünf Schatzfunde und die Reihe der Einzelfundmünzen sind mit der endgültigen Zerstörung des Kastells in Zusammenhang zu bringen. Ob die Zerstörung mit einem innerrömischen Konflikt in Zusammenhang steht oder zeitgleich mit dem Germaneneinfall und damit dem Fall des Limes stattfand, ist ungeklärt. Die Münzfunde helfen Archäologen, den Zeitpunkt des Ereignisses stark einzugrenzen.

## Bedeutung
Emil Ritterling bezeichnete im Jahr 1901 die ersten beiden Funde als „zwei weder durch die Anzahl noch durch die Seltenheit ihrer Stücke ausgezeichnete Münzfunde“. Doch selbst bei dieser Sichtweise nannte er im selben Text auch einen Aspekt, der für die Wichtigkeit der Funde spricht: Die Schätze helfen den Archäologen den Zeitpunkt der Zerstörung des Kastells Niederbieber zu bestimmen, ein Gesichtspunkt, der auch für zwei der späteren Schatzfunde gilt. Die Gebäude, in denen die Funde lagen, wurden zerstört, wofür die Ursache die Erstürmung des Kastells gewesen sein muss. Das war vermutlich der Zeitpunkt des Falls des Limes oder ein innerrömischer Konflikt. Die Prägezeitpunkte der gefundenen Münzen ergeben dafür eine frühestmögliche Datierung (Terminus post quem) in das Jahr 259 oder 260.
Darüber hinaus scheint die Kurve der relativen Münzhäufigkeit nach Klaus Kortüm auf eine verhältnismäßig späte Erbauungszeit des Kastells hinzudeuten, nämlich später als 194. Allerdings ist das keine beweisfeste Aussage, weil sie auf einer Liste der Prägungen beruht, die allein nach Kaisern unterteilt ist.

## Vorfeld
Die ersten dokumentierten Ausgrabungen in Niederbieber fanden 1759 statt. Dass sich in der Erde ein Kastell verbarg, war zu dieser Zeit noch nicht bekannt. Man fand beim Graben verschiedene Artefakte, eine Bronzeplastik, Ziegel, vor allem Münzen, in Silber und Kupfer. Die Münzfunde wurden jedoch zumeist der Rohstoffe wegen umgehend eingeschmolzen. So waren bereits 1791 die meisten gefundenen Münzen zerstört. Erhalten sind einige Münzen eines Kaisers Gordianus und einige von Gallienus. Nach der Entdeckung und begonnenen Ausgrabung des Kastells um 1800 waren die Funde dann von großem Interesse. Daraufhin wurde ein fürstliches Antikenkabinett eingerichtet. Die Reste jener Sammlung liegen heute im Kreismuseum Neuwied und im Rheinischen Landesmuseum Bonn. Zu den ersten wissenschaftlich fundierten Grabungen kam es 1897 bis 1912 durch Emil Ritterling, der im Auftrag der Reichs-Limeskommission etwa die Hälfte des Kastellinneren untersuchte.

## Wertigkeit
Die ersten vier Funde lassen sich aufgrund ihrer Zusammenstellung in zwei Gruppen unterteilen. Funde 1 und 3 deuten auf eine kurze Verweildauer der Münzen hin, mit einem Prägezeitraum von nur 20 bis 30 Jahren. Vom Metallwert her sind diese Horte bedeutender, auch wegen der aufgefundenen Silbergefäße. Die Funde 2 und 4 dagegen zeigen, dass ihre Inhalte längerfristig angespart wurden. Sie zeichnen sich durch einen hohen Anteil an severischen Denaren aus. Den größten Materialwert bildet der Goldschmuck. Das wertvollste Stück ist ein Einzelfund aus dem nördlichen Kastell-Viertel. Es ist ein massiver goldener Fingerring mit einer Gemme aus Onyx. Er wiegt 23 Gramm, was einem Gegenwert von mindestens fünf zeitgenössischen Aurei entspricht.

## Erster Schatzfund
1900 wurden am Kastell Niederbieber Ausgrabungen an der östlichen Längsmauer des Fabrica-Gebäudes unternommen. Am 3. September 1900 stieß man etwa 14 m südlich von der Nordseite auf einen Fund in 60 bis 70 cm Tiefe. Es war zum einen ein nach oben gekehrtes Schälchen aus Weißmetall, in und unter dem Münzen lagen. Manche der Münzen waren durch Oxidation zu einem Brocken verbunden. Zum anderen fanden sich zierlicher Goldschmuck (zwei durch ein Kettchen verbundene Nadelköpfe), ein mit unedlen Smaragden verzierter Anhänger sowie eine Kamee aus Onyx. Offenbar hatten sich die Schmuckstücke in einem mittlerweile vermoderten Holzkästchen befunden. Untermauert wird diese Annahme von in der Nähe der Schmuckstücke gefundenen Beschlägen und einem zerbrochenen Schlüssel aus Bronze. Die Fundumstände sprechen dafür, dass das Kästchen ursprünglich nicht vergraben war.
In dem eigentlichen Schatzfund wurden 192 Münzen gefunden. Bei allen handelt es sich um Antoniniane, die chronologisch von Caracalla bis Valerian reichen, wobei die älteren Münzen einige Abnutzungsspuren zeigen. Das Gros stammt aus den Zeiten der Kaiser Gordian III. (77 Stück) und Philippus Arabs (72 Stück). Die Prägezeiten nahezu aller Münzen umfassen nur etwa 20 Jahre. Von den zwei Münzen des Valerian lässt sich ableiten, dass der Schatz nicht vor, aber auch nicht lange nach 254 verloren gegangen sein wird. Eine 193. Münze, die um einige Jahre jünger ist als alle anderen, wurde gegen Ende der Grabung noch im Abraum der Grabungsstelle entdeckt, die ungefähr vom Fundort des restlichen Münzschatzes stammt und demnach möglicherweise zu diesem gehörte. Es handelt sich um einen Antoninian des Gallienus aus der Münzstätte Lugdunum, der auf 258 datiert wird. Allerdings ist aufgrund der Fundumstände nicht gesichert, ob dieses Stück zum ursprünglichen Hortfund gehörte und ob dessen Schlussmünze demnach von 254 oder von 258 stammt.

## Zweiter Schatzfund
Am 27. September 1900 wurde etwa 9,70 m hinter der östlichen Außenmauer des Kastells Niederbieber ein weiterer Fund freigelegt, in einem Gebäude rechts des Kommandantengebäudes (Praetorium). Es waren mehrere Klumpen oxidierter Silbermünzen. Die Fundsituation beweist, dass die Geldsumme beim Brand des Gebäudes zurückblieb, also, wie der erste Fund auch, nicht vergraben worden war. Innerhalb der Klumpen waren die Münzen in seitlich verschobenen Stapeln angeordnet, 389 Stück. Alle Münzen waren mit einer hellgrünen Patina überzogen. Wie bereits beim vorherigen Fund zeigten die älteren Münzen Abnutzungserscheinungen, jüngere schienen so gut wie unbenutzt. Die zeitlich unterschiedlichen Prägungen der verschiedenen Münzen lassen das Ursprungsdatum der gefundenen Münzen erstaunlich exakt bestimmen. Von den Fundmünzen sind 301 Stück Antoniniane, von Macrinus bis zur Regierungszeit des Gallienus. Weitere 88 Stück sind Denare, von Clodius Albinus bis Gordian III.
Beispielsweise lassen folgende Fakten auf die Datierung schließen: Die überwiegende Anzahl der Münzen Valerians trägt eine Umschrift, die nur bis 257 vorkommt. Auch an den Münzen des Gallienus verrät die Umschrift, dass sie vor 257 geprägt worden sein müssen. Die den späteren Regierungsjahren Gallienus’ angehörenden Legionsmünzen fehlen vollends. Die Münzserie mit den spätesten vertretenen Prägungen verweist auf geschichtliche Ereignisse, die nahelegen, dass sie vor der Ernennung Postumus’ ausgegeben worden sein müssen. Zudem fehlen Münzen des Postumus im Münzschatz vollständig. Dieser muss demnach spätestens im Jahr 259 in die Erde gelangt sein.

## Dritter Schatzfund
Der dritte Münzfund wurde sechs Jahre nach den beiden ersten entdeckt und entstammt der gleichen Fundstätte und historischen Ära wie diese. Gefunden wurde er unter dem Fußboden einer Offizierswohnung, die sich am Kopf einer der Mannschaftsbaracken befand. Dieser Münzfund wird „Truppenkasse“ genannt; seine 68 Schlussmünzen stammen aus den Jahren bis 259. Man fand einen kleinen, bronzenen Kessel aus Östland, der ein Leinensäckchen mit den Münzen enthielt. Bei dem Geld handelt es sich um 889 Antoniniane aus der Zeit von 218/219 bis Ende 259,  also den Regierungszeiten der Herrscher von Elagabal bis Gallienus. Damit ist der Fund von der Münzmenge her ungefähr fünfmal so groß wie die bisherigen zwei Schatzfunde.
Neben dem Kessel fanden sich zwei silberplattierte Geschirrteile, ein Teller und eine Platte. Der Teller hat einen flachen, horizontalen Rand, auf dem zwischen zwei Perlreihen ein Fries mit Tierdarstellungen und dionysischen Motiven als Flachrelief eingearbeitet ist. Die Platte völlig flach, mit Ausnahme eines Standrings und einer undeutlichen Perlstab-Verzierung am Rand. Im Kessel selbst befanden sich außer den Münzen zwei silberne Schälchen mit Niellodekor. Die beiden Schälchen weisen eine Form auf, die für das 3. Jahrhundert charakteristisch ist, und die von François Baratte als „Typ Ambleteuse“ bezeichnet wurde. Sie dienten wohl als Saucenschälchen (acetabula). Bei einem der Schälchen besteht der Niellodekor aus einem Efeublatt in der Mitte der Innenseite, bei dem anderen aus einer sternförmigen Rosette in einem Kreis aus aneinanderstoßenden Dreiecken.

## Vierter Schatzfund
Dieser Fund kann nur auf dem Papier nachverfolgt werden, da er einzig als Originalmanuskript von Christian Friedrich Hoffmann vorliegt. Hoffmann hat nachweislich in den Jahren 1791, 1800, 1804 und 1813–1815 im Kastell Ausgrabungen geleitet. Sein umfangreiches Manuskript wurde 1811 im Fürstlich Wiedschen Archiv in Neuwied aufgefunden. 1991 wurde es in Frankfurt am Main inhaltlich aufgearbeitet. Hoffmann beschreibt 256 Münzen, die „in einem Kelch aus gelben Metall“ aufgefunden worden sein sollen. Dank Hoffmanns detaillierter Beschreibung konnten nahezu alle Münzen zugeordnet werden. Es handelt sich um 213 Denare und 43 Antoniniane. Die meisten entspringen den Regierungszeiten von Septimius Severus, Elagabal und Severus Alexander. Die Schlussmünze fügt sich mit dem Prägejahr 259 genau in die früheren Fundergebnisse ein.

## Fünfter Schatzfund
Ende November 1989 fand man im Bauaushub im Bereich des Stabsgebäudes des Kastells den fünften Schatzfund, ein bauchiges Gefäß aus Bronze, das mit Silbermünzen gefüllt war. Vermutlich war es die Truppenkasse der Auxiliareinheit „Numerus Divitiensium“. Der kleine Schatz besteht aus 1942 Denaren (Durchschnittsgewicht 3,41 g), einem 1½-fachen Denar mit 5,11 g und einem Antoninian. Die älteste gefundene Prägung entstand unter Antoninus Pius in den Jahren zwischen 140 und 143. Die jüngste Prägung wurde im Frühjahr 236 unter Maximinus Thrax ausgegeben. Da zehn weitere Schatzfunde aus dem römisch-germanischen Grenzgebiet in der Region vergleichbare Schlussmünzen aufweisen, wurde vermutet, dass dieser Fund mit dem Einfall der Germanen im Frühsommer 236 in Zusammenhang steht. Alternativ wurden die Funde als zurückgelassene Barschaft einer Vexillation gedeutet, die im Sommer 236 mit Maximinus Thrax gegen Sarmaten und Daker in den Donauraum zog und später nicht mehr in das Kastell Niederbieber zurückverlegt wurde.

## Einzelfundreihe
Über die fünf Schatzfunde hinaus wurden 76 einzelne Münzen im Lager Niederbieber gefunden. Sie beginnen zeitlich in der Regierungszeit des Augustus und endet mit einer Prägung unter Valerian aus Rom von 254, wobei der Schwerpunkt auf Münzen aus dem 2. und der ersten Hälfte des 3. Jahrhunderts liegt.
Zusätzlich wurden einzelne Silbergefäße gefunden, die unter Umständen aus weiteren, nicht erkannten Horten stammen.